# Thaumastochelidae
Famille
Les Thaumastochelidae sont une famille de décapodes. Elle regroupe quatre espèces qui vivent à grandes profondeurs.

## Liste desgenres
- Thaumastocheles Wood-Mason, 1874
- Thaumastochelopsis Bruce, 1988